# Авксентий Велешки
 Тази статия е за Авксентий Велешки.  За велешкия епископ през 1903 година вижте вижте Авксентий Пелагонийски.  
Авксентий Велешки е български духовник, деец на националното движение за църковна независимост. Дейността на Авксентий Велешки изиграва значителна роля в борбата за създаване на самостоятелната Българска екзархия в 1870 година.

## Биография

### Ранни години
Роден е през 1798 година в Самоков. Произлиза от знатния самоковски род Чешмеджиеви. Учи в Рилския манастир, където се замонашва, и където е съученик с Неофит Рилски. Около 1830 година е ръкоположен за дякон при митрополит Артемий Кюстендилски (1827 - 1845).

### Епископ в Кюстендил (1831 - 1838)
През август 1831 година е ръкоположен за титулярен диополски епископ и назначен за митрополитски наместник в Кюстендил (1831 - 1837). В Кюстендил Авксентий съдейства за развитието на българското училище при църквата „Успение Богородично“. При управлението му са построени църквите „Света Троица“ в Извор, Босилеградско (1833), „Успение Богородично“ в Кюстендил (1833) и „Свети Теодор Тирон“ в Соволяно (1834).

### Митрополит в Херцеговина (1838 - 1848)
На 16 ноември 1838 година става херцеговински митрополит в Мостар на мястото на митрополит Прокопий, който като член на Светия синод в Цариград не прекарва нито ден в епархията. В Мостар Авксентий налага големи такси за извършване на свещенодейството, сменя произволно свещеници, прегазва стари наредби и става силно непопулярен. Изцяло е в ръцете на Йоанис Ангелопулос, писар на херцеговинския управител Али паша Ризванбегович и зет на бившия владика Йосиф. Ангелопулос решава да доведе на престола отново своя тъст и Авксентий е сменен под натиска на Али паша. Авксентий временно се оттегля в манастира Житомислич, а след Възкресение 1848 година е преместен във Велес.

### Митрополит във Велес (1848 - 1855) и наместник в Кюстендил (1851 - 1858)
От март 1848 до 1855 година е митрополит на Велешката епархия и управлява и Кюстендилската (1851 – 1855). Съдейства за развитие на образователното дело в Кюстендил, където назначава за свой секретар – заместник в Митрополията българския духовник и учител Аверкий Попстоянов, който пък му посвещава книгата си „Житие Светаго Григория“ (1852). През октомври 1855 година подава оставка като велешки митрополит.
През 1855 - 1858 година като бивш велешки митрополит е отново в Кюстендил, наместник на Артемий, който пребивава в Цариград. Продължава да насърчава българската просвета в Кюстендил и под крилото му се развиват книжовници и общественици Г. Г. Димитров, Агапий Войнов, Георги Друмохарски, Синесий Димитров, Димитър Любенов.
След смъртта на митрополит Артемий, на 10 ноември 1858 година е избран за митрополит на Драчка епархия, но отказва да заеме поста с думите „изпращаха ме в Босна да стана бошняк; сега ме пращат тия тирани в Тиран и Елбасан да стана арнаутин, но никога нема да стана фанариотин“.

### Последни години
През януари 1859 година подава оставка поради старост и се отегля в Цариград. От края на 50-те години активно участва в борбите за църковна независимост в Цариград и е противник на униатството. Участва във Великденската акция от 1860 година, заради което на 21 февруари 1861 година е лишен от църковен сан на църковния събор в Цариград и заточен от 22 април 1861 година заедно със своите съратници Иларион Макариополски и Паисий Пловдивски в Мала Азия.
Завръща се от заточеничество в Цариград на 25 септември 1864 година. След завръщането си отхвърля предложението на Константинополския патриарх за примирение в замяна на възстановяване на църковния му сан. Заболява тежко и умира на 1 февруари 1865 година. Погребан е в двора на българската църква „Свети Стефан“ в Цариград.
Авксентий Велешки завещава цялото си имущество за благотворителни цели, като основната част от него е използвана за основаването на Самоковското богословско училище.
- Писмо от Авксентий Велешки до Неофит Рилски в Рилския манастир от 22 януари 1860 година, с което го известява, че жителите на Велес отново го искат за свой митрополит
- Послание до българите на Иларион Макариополски и Авксентий Велешки, 19 април 1861 г.
- Писмо (и плик) от Авксентий Велешки до Тодор Бурмов за необходимостта от свикване на църковен събор и избиране на български владици, Смирна, 11 септември 1862 г.
- Послание от митрополит Авксентий Велешки до българското християнско население за благонравен живот, 7 януари 1865 г.

## Памет
На митрополит Авксентий Велешки е наречена улица в квартал „Надежда II“ в София (Карта).